# Grupo de Joló
El Grupo de Joló es un grupo activo de los volcanes en la isla de Joló, en el sur de Filipinas. La lista del Programa Global de Vulcanismo lo coloca como uno de los volcanes activos en Filipinas, mientras que el Instituto Filipino de Vulcanología y Sismología ( PHIVOLCS ) lista colectivamente al grupo como Bud Dajo, uno de los conos de ceniza en la isla.
Jolo es una isla volcánica ubicada a 150 kilómetros ( 93 millas) al suroeste de la punta sur de la península de Zamboanga en la isla de Mindanao . La isla forma parte del archipiélago de Sulu , en la provincia de Sulu , que se encuentra dentro de la Región Autónoma del Mindanao Musulmán , una de las regiones de las Filipinas.